# Donji Humac
Donji Humac – wieś w Chorwacji, w żupanii splicko-dalmatyńskiej, w gminie Nerežišća. W 2011 roku liczyła 157 mieszkańców.